# Polystichum giganteum
Polystichum giganteum är en träjonväxtart som beskrevs av Fée. Polystichum giganteum ingår i släktet Polystichum och familjen Dryopteridaceae. Inga underarter finns listade.